# Molophilus vulpinus
Molophilus vulpinus är en tvåvingeart som beskrevs av Alexander 1929. Molophilus vulpinus ingår i släktet Molophilus och familjen småharkrankar. Inga underarter finns listade i Catalogue of Life.